# 彭銓
彭銓（1436年—？），字大用，湖廣襄陽府襄陽縣人，匠籍。明朝政治人物。進士出身。

## 生平
湖廣鄉試第五十名。成化八年（1472年）壬辰科會試第一百五十九名，殿試登進士第三甲第五十五名。

## 家族
曾祖父彭普成。祖父彭仁。父亲彭英。